# Ge (đơn vị)
Ge là một đơn vị thể tích truyền thống của Trung Quốc bằng 1/10 sheng. Từ tương đương tiếng Hàn của nó là hob hoặc hop và tù tương đương với tiếng Nhật của nó là gō.

## Trung Quốc
Ge là một đơn vị thể tích truyền thống của Trung Quốc bằng 10 Shao hoặc sheng. Giá trị chính xác của nó đã thay đổi theo thời gian với kích thước của sheng.
Năm 1915, Chính phủ Bắc Dương đặt ge tương đương với 103,54688 mililít (3,501 fl oz Mỹ). Đạo luật về Trọng lượng và Đo lường năm 1929 của Chính phủ Quốc dân, có hiệu lực từ ngày 1 tháng 1 năm 1930, đặt nó bằng với lít (3.381 fl oz hoặc 0.182 pt khô). Cộng hòa Nhân dân Trung Hoa đã xác nhận giá trị đó vào năm 1959, mặc dù nó đã đặt tên chính thức của Trung Quốc là deciliter là fēnshēng (分升) và các dược sĩ thuốc bắc miễn hình phạt cho việc không tuân thủ phép đo lường mới khi cần một lượng thuốc truyền thống.

## Hàn Quốc
Hob (Hàn Quốc) hoặc hop (CHDCND Triều Tiên) là một đơn vị truyền thống Hàn Quốc dựa trên ge tương đương với doe (HQ) hoặc toe (CHDCNDTT). Giá trị chính xác của nó đã thay đổi theo thời gian với kích thước của doe.
Trong thời gian chiếm đóng, các đơn vị đo lường bản địa của Hàn Quốc đã được tiêu chuẩn hóa tương đương với Nhật Bản. Ngày nay hob bằng 2401/13310 lít (6,1 fl oz hoặc 0,328pt khô), giống như gō Nhật Bản. Việc sử dụng nó cho mục đích thương mại đã bị hình sự hóa ở Hàn Quốc, mặc dù nó vẫn tiếp tục được sử dụng ở Bắc Triều Tiên.

## Nhật Bản

### Thể tích
Gō hoặc cup là một đơn vị truyền thống Nhật Bản dựa trên ge tương đương với 10 shaku hoặc 1⁄10 shō.
Nó đã chính thức được đồng nghĩa với 2401/13310 lít vào năm 1891. Gō là lượng truyền thống được sử dụng cho một phần cơm và một cốc rượu sake trong ẩm thực Nhật Bản. Mặc dù gō không còn được sử dụng như một đơn vị chính thức, các cốc đo 1- gō hoặc 180 mL tương đương số liệu thường được bao gồm với nồi cơm điện Nhật Bản. Trong ăn uống, một khẩu phần 1- gō là đôi khi tương đương với 150 g gạo ngắn của Nhật Bản. Nó cũng xuất hiện như một kích thước phục vụ cho fugu và các loại cá khác. Vì chai sake thường là 720 hoặc 750 mL, họ có thể được coi là khoảng bốn cốc.

### Diện tích
Gō cũng được sử dụng như một đơn vị tương đương với tsubo. Con số này xấp xỉ bằng 0,3306 mét vuông.

### Trích dẫn
1. ↑  “權度法 [Quándù Fǎ]”, 政府公報 [Zhèngfǔ Gōngbào, Government Gazette], No. 957, Office of the President, ngày 7 tháng 1 năm 1915, tr. 85–94[liên kết hỏng]. (tiếng Trung)
2. ↑  “度量衡法 [Dùliànghéng Fǎ]”, Official site, Nanjing: Legislative Yuan, ngày 16 tháng 2 năm 1929.
3. ↑  “科学技术委員会关于統一我国計量制度和进一步开展計量工作的报告 [Kēxué Jìshù Wěiyuánhuì guānyú Tǒngyī Wǒguó Jìliàngzhì Dù hé Jìnyībù Kāizhǎn Jìliàng Gōngzuò de Bàogào]”, 中华人民共和国国务院公报 [Zhōnghuá Rénmín Gònghéguó Guówùyuàn Gōngbào], No. 180 (PDF), Beijing: State Council of the PRC, ngày 3 tháng 7 năm 1959, tr. 312–317